# 勞倫斯縣 (密蘇里州)
勞倫斯縣（英語：Lawrence County）是美國密蘇里州西南部的一個縣。面積1,589平方公里。根据美國2000年人口普查，共有人口35,204人。縣治弗農山 (Mount Vernon)。
成立於1845年2月14日，縣名紀念1812年戰爭中戰死的海軍軍官詹姆斯·羅倫斯。另外在1815至1818年間該州也有另一個勞倫斯縣，範圍包括了韋恩縣、麥迪遜縣，以及粗縣在內的其他數個縣。